# Розен, Юлиус
Юлиус Розен (нем. Julius Rosen, настоящее имя Николаус Дуффек нем. Nikolaus Duffek; 8 октября 1833 или 10 октября 1833, Прага, Земли Чешской короны[…] — 4 января 1892[…], Гориция) — немецкий писатель
-драматург, режиссёр и театральный критик.

## Биография
Розен писал главным образом комедии и водевили (около пятидесяти), из которых наиболее известны: «Die Kompromittierten», «Männer von heute», «Hohe Politik», «Ein Held der Reklame», «Nullen», «Kanonenfutter», «Ein Schutzgeist».
В 1875 году Юлиус Розен вместе с режиссёром и актрисой Жозефиной Галльмейер стал руководить «Стрампфер-Театром», который обанкротился в 1884 году.